# سكان هولندا
تعد هولندا واحدة من أكثر دول العالم كثافةً بالسكان، إذ يبلغ عددهم حوالي 16 مليون نسمة على أرض تبلغ مساحنها الإجمالية حوالي 41 ألف كيلومتر، مما ينتج عنه كثافة سكانية بمعدل 389 نسمة في الكيلومتر المربع الواحد (حسب بيانات 2003)، وبذلك تصبح هولندا واحدة من أكثر بلدان غربي أوروبا ازدحاماً بالسكان، بل أنها من أكثر مناطق العالم كثافة بالسكان. ويعتبر الهولنديون من أكثر سكان غرب أوروبا تناسلا بمعدل قدره 1.7 مولود لكل امرأة (وهو معدل خصوبة كبير بالمقاييس الأوروبية) وبلغ معدل النمو السكاني 0.45% ، حيث هاجر عدد كبير من سكان هولندا إلى العالم الجديد، في حين وفدت أعداد كبيرة من العمال المهاجرين من الخارج خاصة من بلدان مثل المغرب وتركيا. بلغ متوسط عمر الفرد من في هولندا أكثر من 79 عام في سنة 2003، 82 عام بالنسبة للنساء و 76 عام للرجال.
ويعيش ثلثا سكان هولندا في المدن والمناطق الحضرية المحيطة بها،وهو معدل ضئيل بالنسبة لأوروبا.العاصمة الرسمية هي أمستردام وهي أيضا أكبر مدن هولندا ويبلغ عدد سكانها 793,000 نسمة ( 2004م). والمدن الأخرى المهمة: روتردام وعدد سكانها 600,000 نسمة (2004)، لاهاي (469,570 نسمة في 2003)، أوتريخت (265,000 نسمة في 2003)، خرونينغن (179,400 نسمة في 2004)، آرنيهم (141,500 نسمة في 2003) وماسترخت (122,000 نسمة في 2003) وايندهوفن مقر شركة فيليپس العالمية للإلكترونيات.

## اللغة
اللغة الهولندية (Nedrelands بالهولندية) هي اللغة الرسمية في الدولة كلها، إلى جانب اللغة الفريزية التي تستعمل في مقاطعة فريزلند. كما تستخدم أيضاً اللغة الألمانية السفلى في الشمال الشرقي من البلاد ، و اللغة الألمانية الفصحى في الجنوب الشرقي. هناك خطأ شائع بأن اللغة الهولندية (بالإنجليزية: Dutch) هي نفسها اللغة الألمانية (بالألمانية: Deutsch)، ولكن هذا غير صحيح وإن كانتا متقاربتين لغوياً.

## الديانة
أهم الأديان في المملكة هي الكنيسة الكاثولكية التي يعتنقها حوالي (81%) من السكان، تليها البروتستانتينية (11%) فالإسلام (5.5%)، ونسبة ضئيلة من اليهودية وغيرها من الأديان والمعتقدات الأخرى كالهندوسية ويقطن معظم السكان اليهود في المناطق الجنوبية بينما يعيش البروتستانت في الشمال، ويتركز تجمع المسلمين في مدن راندستاد والمناطق المحيطة بها، حيث تقيم الجاليات التركية والمغربية و السورينامية والإندونيسية وغيرها من الجاليات الإسلامية والعربية صغيرة العدد.

## العطلات و الأعياد الرسمية
- عيد الميلاد المجيد 25 ديسمبر / كانون الأول
- رأس السنة الميلادية الجديدة 1 يناير / كانون الثاني
- عيد ميلاد الملكة 30 أبريل / نيسان
- عيد الشهداء 4 مايو / أيار
- عيد التحرير 5 مايو / أيار
- عيد الفصح (يتوقف التاريخ على التقويم)
- الجمعة الحزينة
- عيد القيامة
- اثنين العنصرة